# Cwmbran
Cwmbran is een plaats in het Welshe graafschap Torfaen.
Cwmbran telt 47.254 inwoners.
Hier is het bestuurlijke centrum gevestigd van het naburige graafschap Monmouthshire.

## Geboren
- Danny Gabbidon (1979), Welsh voetballer

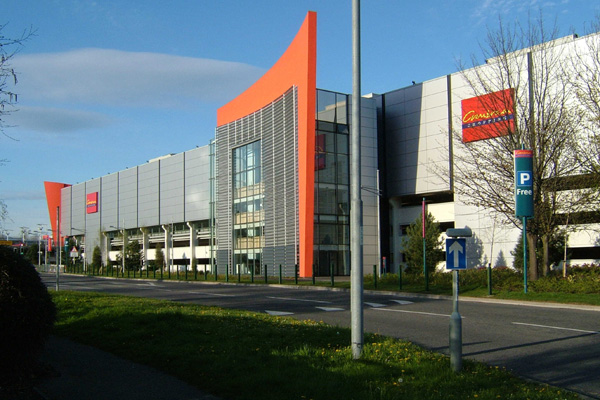
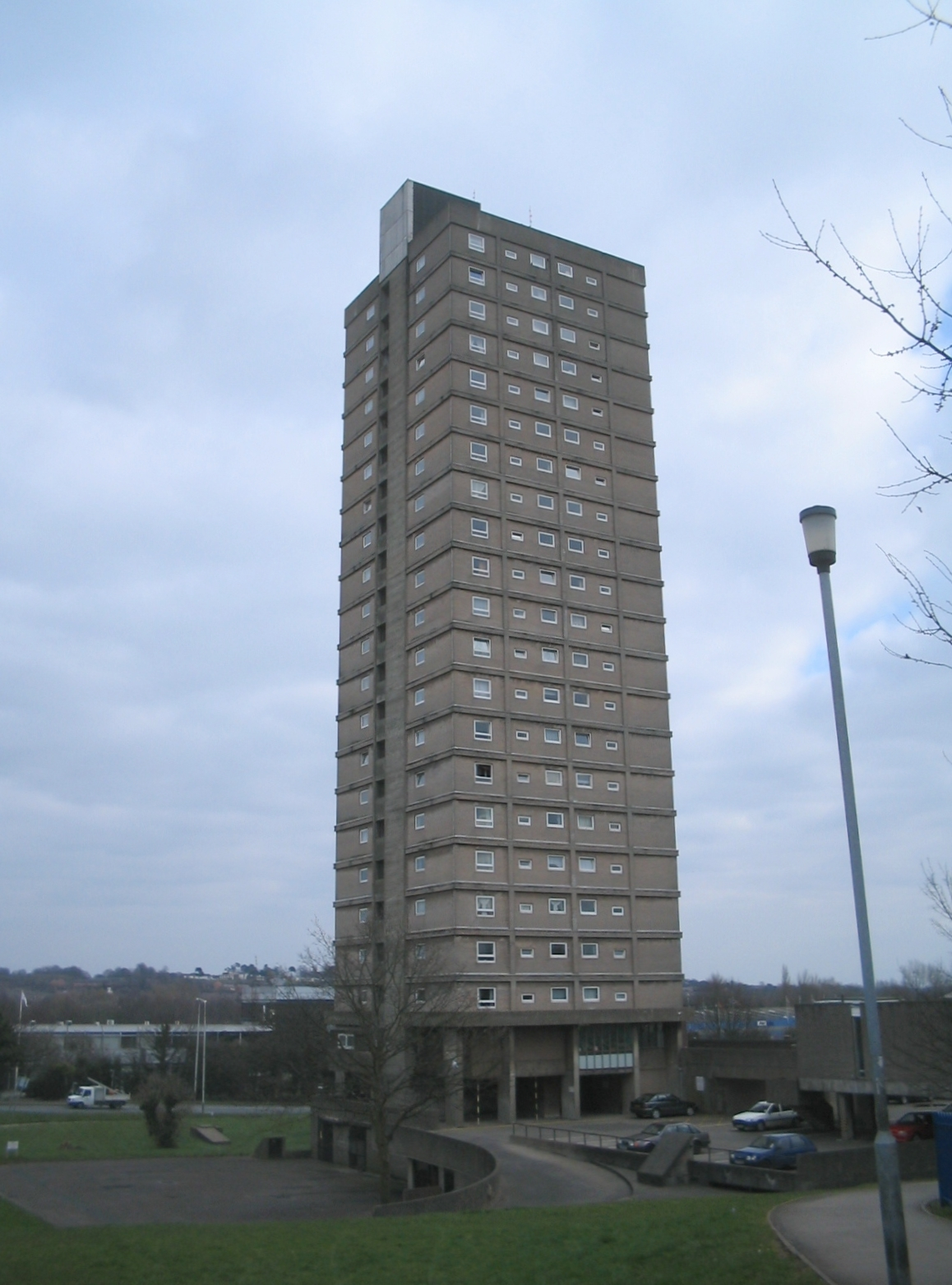
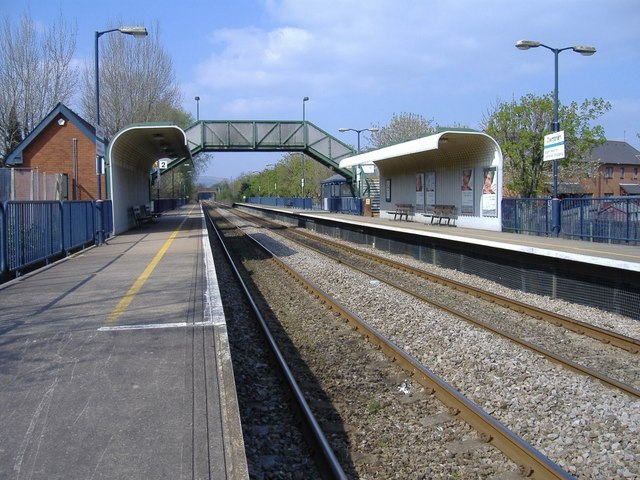
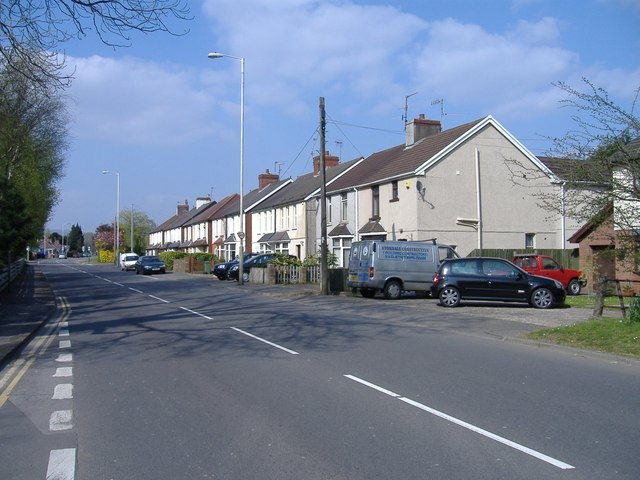